# Charles Monginot
Charles Joseph Monginot né le 24 septembre 1825 à Brienne-le-Château (Aube) et mort le 16 septembre 1900 à Dienville (Aube) est un peintre français.

## Biographie
Fils de boulanger, Charles Monginot, remarqué pour ses dons en dessin et peinture, est envoyé à l'École des beaux-arts de Paris dans l'atelier de Thomas Couture. Il se lie d'amitié avec Édouard Manet. Monginot mène une carrière de peintre reconnu à Paris, réalisant principalement des portraits, des natures mortes ou des scènes de genre. Il conserve des liens avec sa région d'origine où il mourra, à Dienville, en 1900.

Œuvres de Charles Monginot
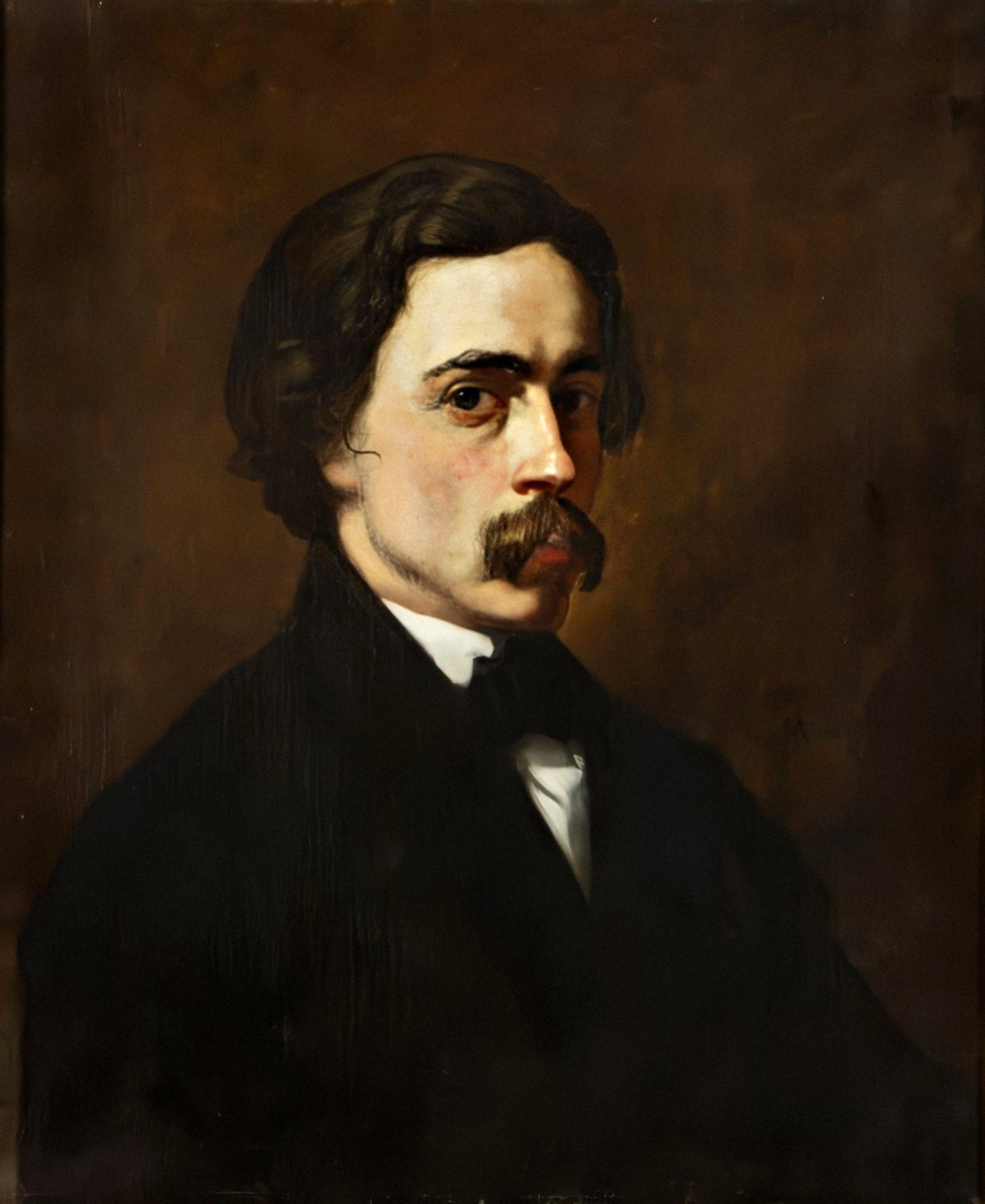
Portrait d'homme (vers 1850), musée d'Art et d'Archéologie de Senlis.
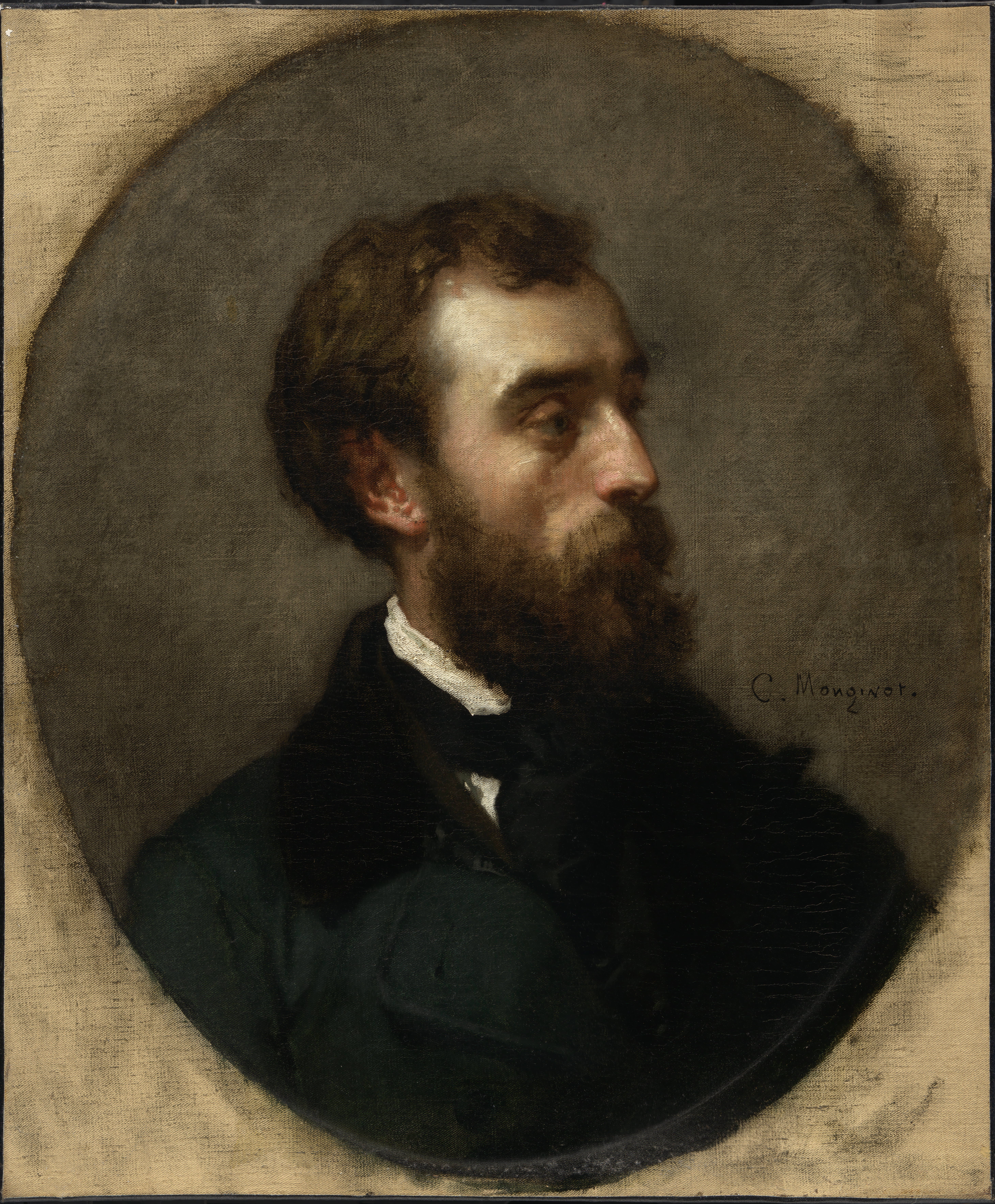
William Morris Hunt (vers 1850), Washington, National Portrait Gallery.
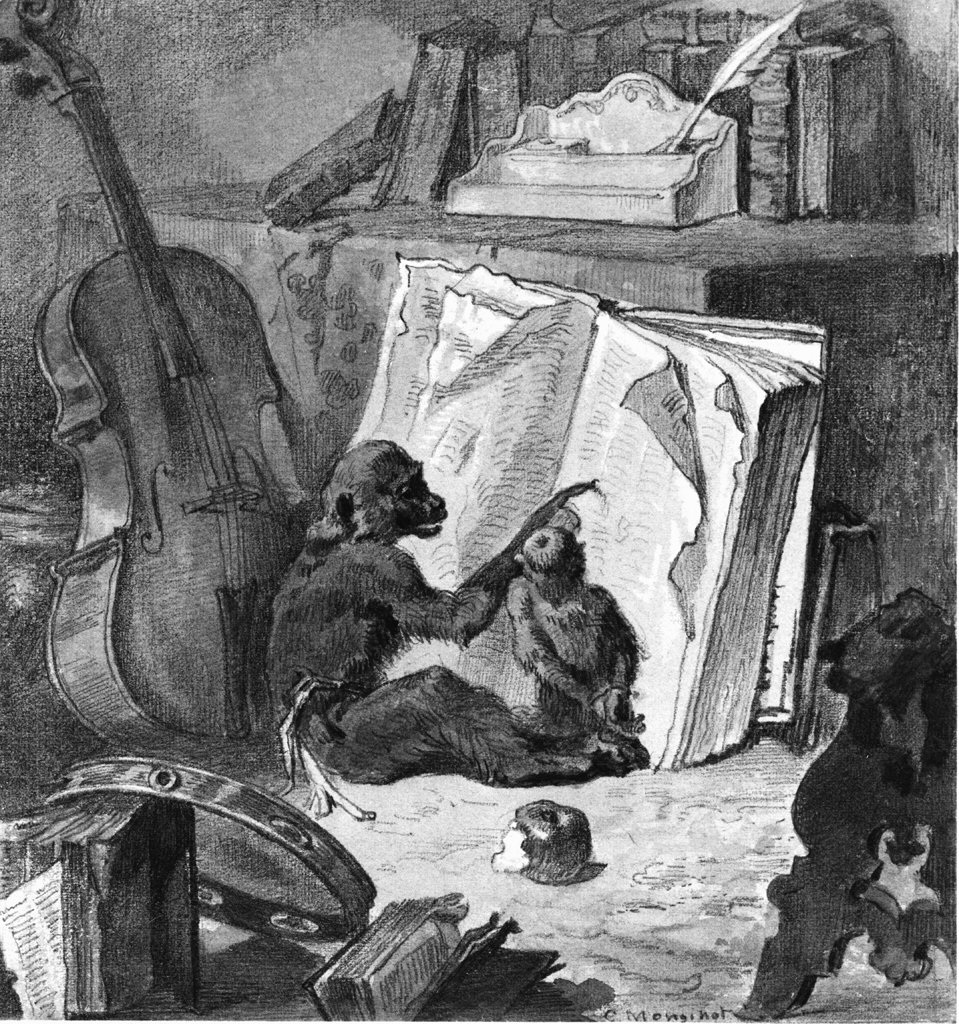
Deux singes avec livres, alto et tambourin (vers 1860), Baltimore, Walters Art Museum.
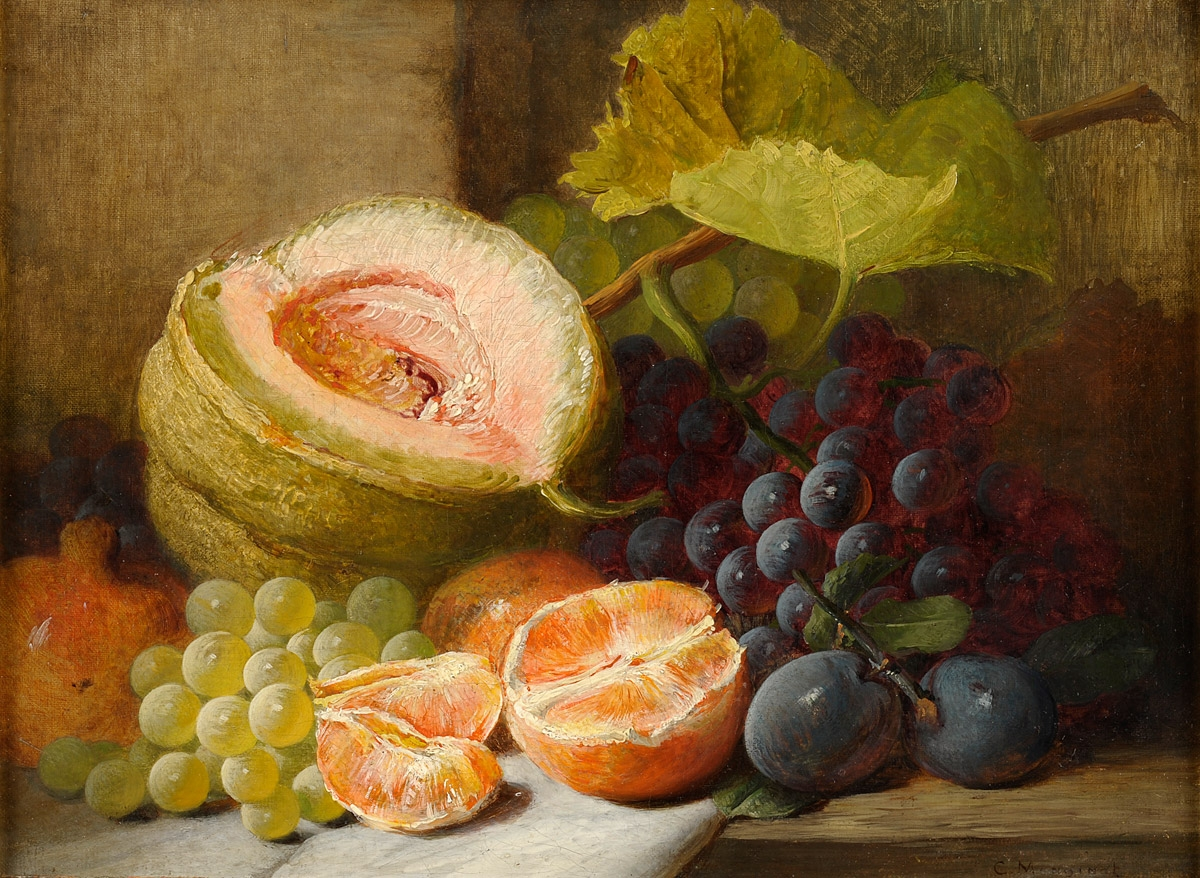
Nature morte aux fruits, localisation inconnue.
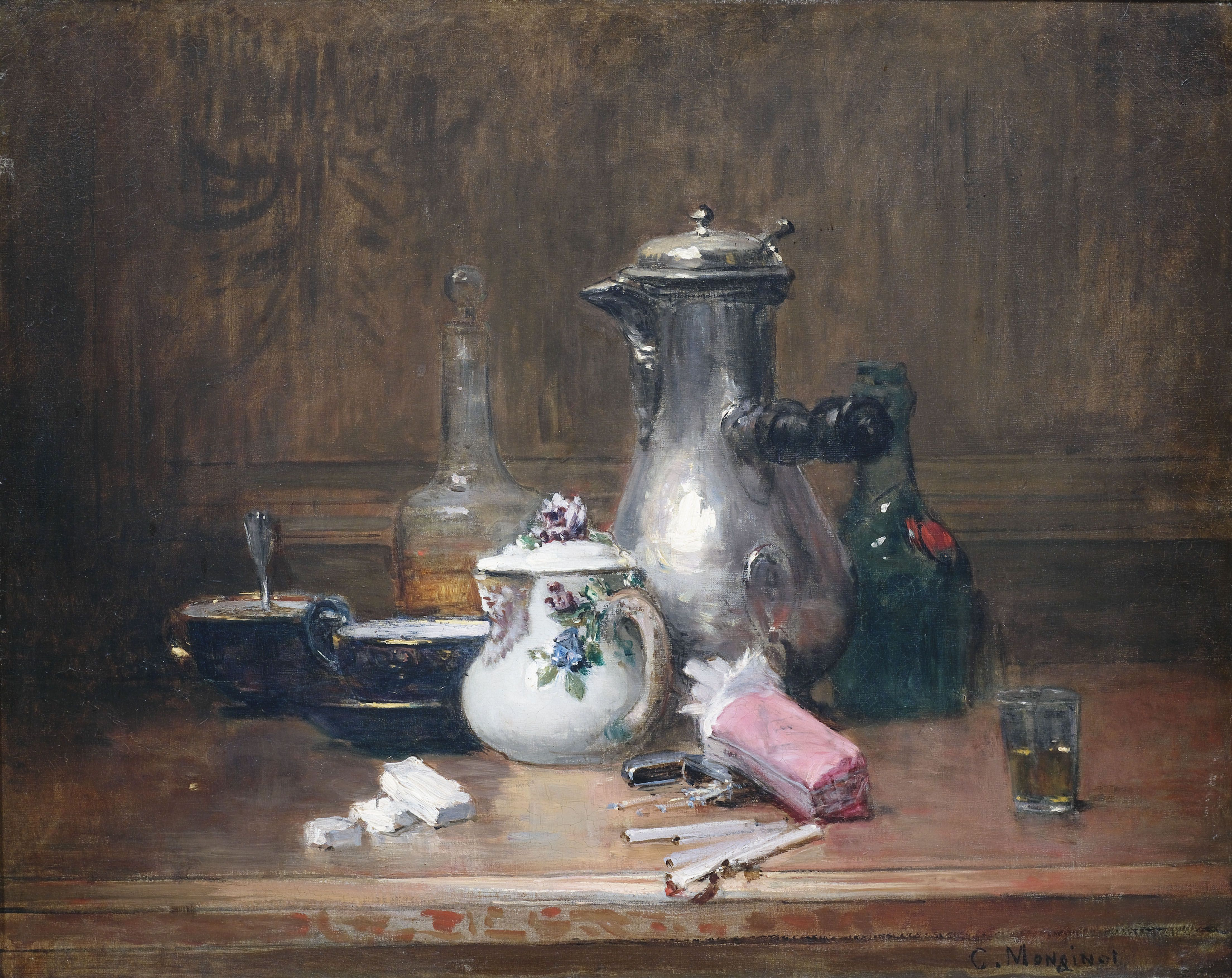
Nature morte du bon vivant, localisation inconnue.
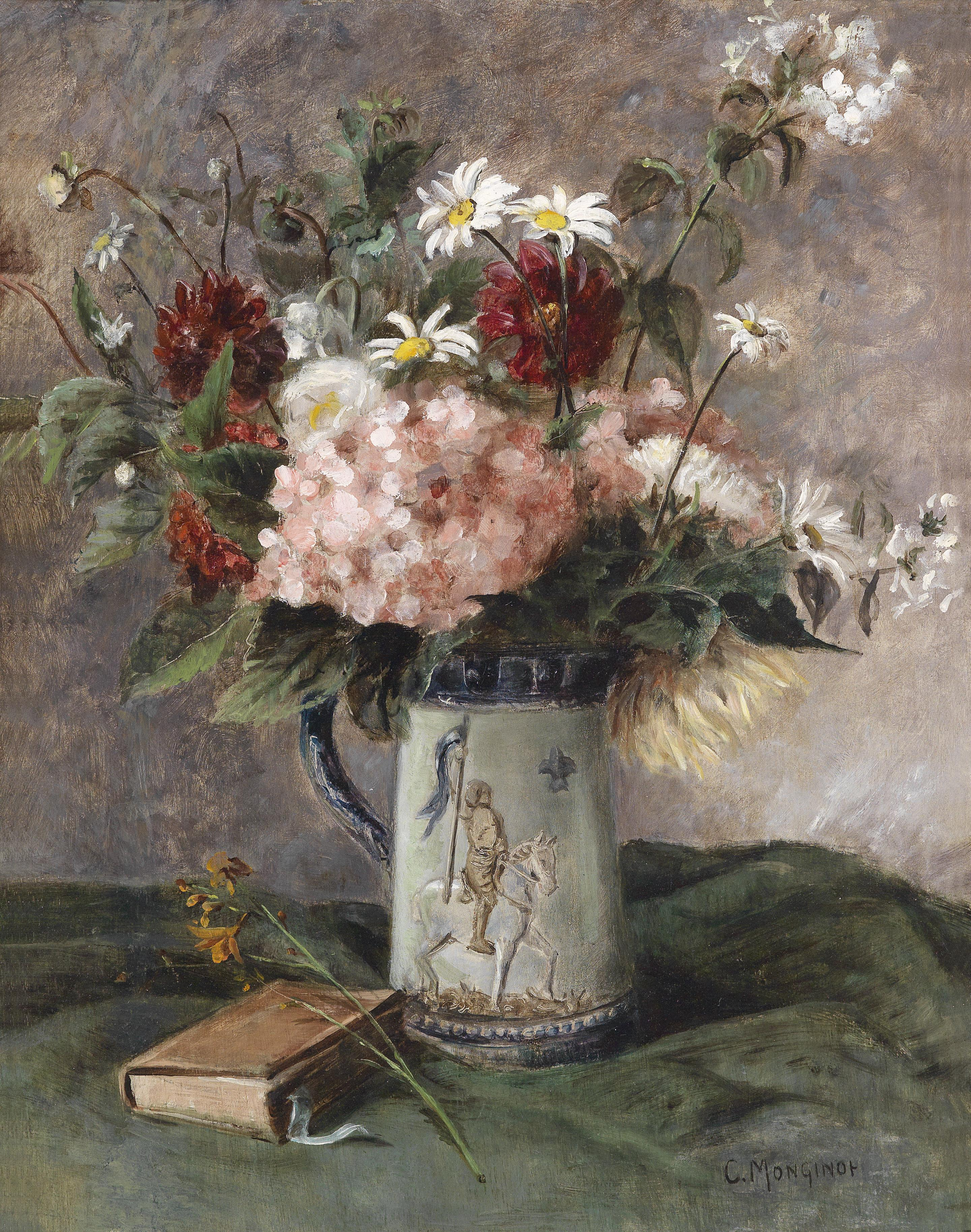
Bouquet de fleurs et livre, localisation inconnue.
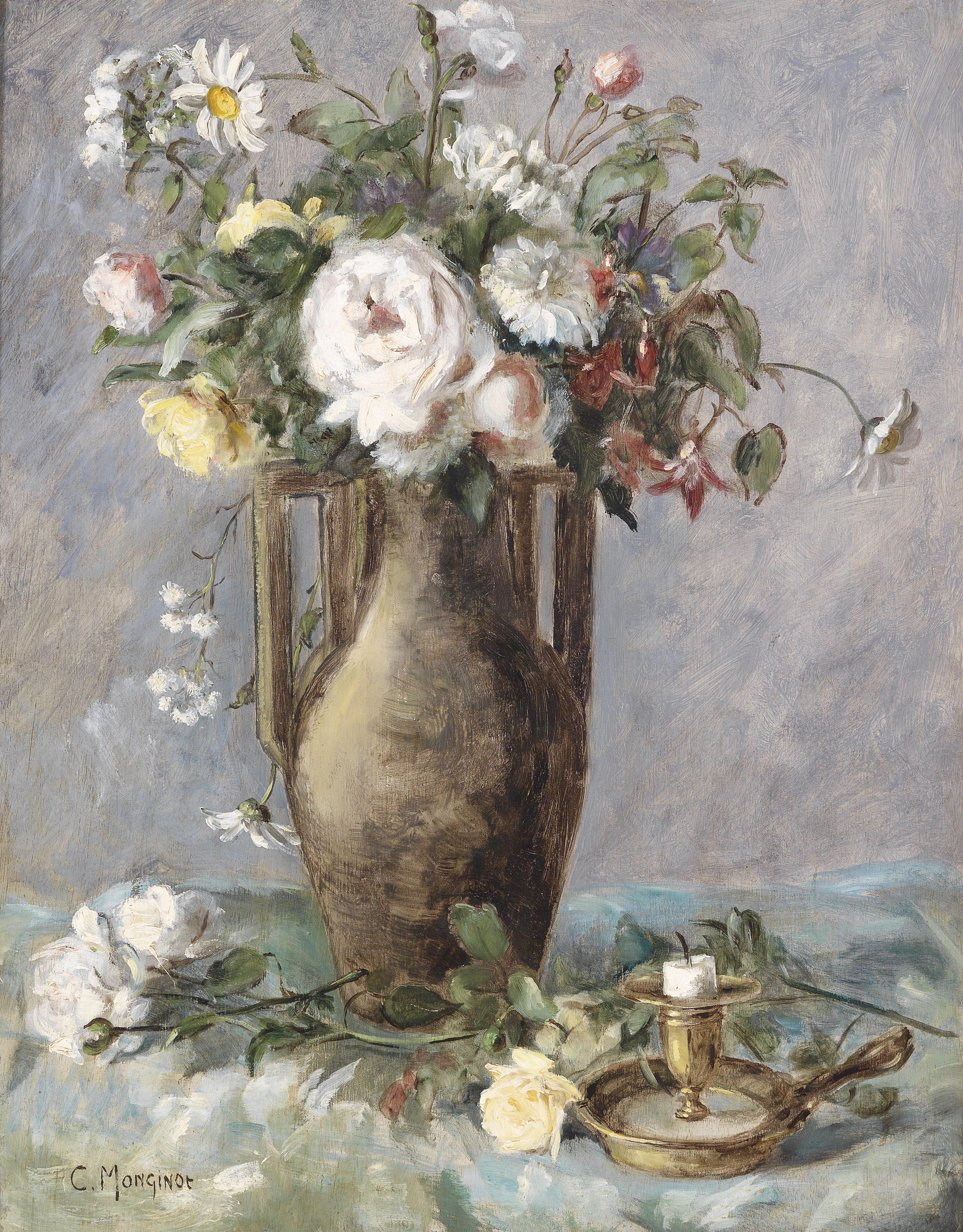
Bouquet de fleurs au chandelier, localisation inconnue.